# Schotland op het Europees kampioenschap voetbal 2024
Schotland was een van de deelnemende landen aan het Europees kampioenschap voetbal 2024 in Duitsland. Het was de vierde deelname van het land en de tweede opeenvolgende. Steve Clarke was de bondscoach. Schotland werd in de groepsfase uitgeschakeld met één punt in een groep met Duitsland, Hongarije en Zwitserland.

## Kwalificatie
Schotland werd op 9 oktober 2022 ingedeeld in EK-kwalificatiegroep A met Spanje, Noorwegen, Georgië en Cyprus. Het won op 25 maart 2023 zijn eerste wedstrijd met 3–0 van Cyprus, dankzij een doelpunt van John McGinn in de eerste helft en doelpunten van Scott McTominay in de slotfase. Drie dagen later scoorde McTominay wederom twee keer, toen Schotland stuntte met een 2–0 zege op Spanje. Schotland won op 17 juni 2023 ook zijn eerste uitwedstrijd; Erling Haaland had Noorwegen op een voorsprong gezet met een strafschop, maar Lyndon Dykes en Kenny McLean draaiden de achterstand in de slotfase om in een 1–2 overwinning. Drie dagen later zorgden Callum McGregor en McTominay voor de doelpunten bij een 2–0 overwinning tegen Georgië op Hampden Park. Schotland behield zijn 100%-score in de groep met een 0–3 overwinning tegen Cyprus in Larnaca op 8 september 2023. Op 12 september 2023 verspeelde Schotland zijn eerste punten, met een 2–0 nederlaag tegen Spanje. Door een overwinning van Spanje op Noorwegen kwalificeerde Schotland zich op 15 oktober 2023 voor de eindronde. Schotland sloot de kwalificatie in november 2023 af met gelijke spelen tegen Georgië (2–2) en Noorwegen (3–3).

### Wedstrijden
| Datum            | Thuisteam | Score | Uitteam   | Stadion                 |
| ---------------- | --------- | ----- | --------- | ----------------------- |
| 25 maart 2023    | Schotland | 3 – 0 | Cyprus    | Hampden Park            |
| 28 maart 2023    | Schotland | 2 – 0 | Spanje    | Hampden Park            |
| 17 juni 2023     | Noorwegen | 1 – 2 | Schotland | Ullevaalstadion         |
| 19 juni 2023     | Schotland | 2 – 0 | Georgië   | Hampden Park            |
| 8 september 2023 | Cyprus    | 0 – 3 | Schotland | AEK Arena               |
| 12 oktober 2023  | Spanje    | 2 – 0 | Schotland | Estadio de La Cartuja   |
| 16 november 2023 | Georgië   | 2 – 2 | Schotland | Boris Paitsjadzestadion |
| 19 november 2023 | Schotland | 3 – 3 | Noorwegen | Hampden Park            |

### Stand groep A
| Pos | Team      | Wed | W | G | V | Ptn | DV | DT | +/− | Kwalificatie                     |
| --- | --------- | --- | - | - | - | --- | -- | -- | --- | -------------------------------- |
| 1   | Spanje    | 8   | 7 | 0 | 1 | 21  | 25 | 5  | +20 | Geplaatst voor het hoofdtoernooi |
| 2   | Schotland | 8   | 5 | 2 | 1 | 17  | 17 | 8  | +9  | Geplaatst voor het hoofdtoernooi |
| 3   | Noorwegen | 8   | 3 | 2 | 3 | 11  | 14 | 12 | +2  |                                  |
| 4   | Georgië   | 8   | 2 | 2 | 4 | 8   | 12 | 18 | −6  | Geplaatst voor de play-offs      |
| 5   | Cyprus    | 8   | 0 | 0 | 8 | 0   | 3  | 28 | −25 |                                  |

### Spelersstatistieken
Bondscoach Steve Clarke maakte tijdens de kwalificatiecampagne gebruik van 29 spelers, waarvan er 5 iedere wedstrijd in actie kwamen.
| Naam               | GW |   |   |   |   |   |   |
| ------------------ | -- | - | - | - | - | - | - |
| John McGinn        | 8  | 3 | 1 | 0 | 0 | 0 | 5 |
| Callum McGregor    | 8  | 1 | 0 | 0 | 0 | 0 | 4 |
| Scott McTominay    | 8  | 7 | 1 | 0 | 0 | 1 | 1 |
| Lyndon Dykes       | 8  | 1 | 2 | 0 | 0 | 3 | 4 |
| Ryan Christie      | 8  | 0 | 1 | 0 | 0 | 4 | 4 |
| Ryan Porteous      | 7  | 1 | 2 | 0 | 0 | 0 | 2 |
| Kenny McLean       | 7  | 1 | 0 | 0 | 0 | 6 | 1 |
| Angus Gunn         | 6  | 0 | 1 | 0 | 0 | 0 | 0 |
| Aaron Hickey       | 6  | 0 | 1 | 0 | 0 | 0 | 3 |
| Andrew Robertson   | 6  | 0 | 2 | 0 | 0 | 0 | 1 |
| Nathan Patterson   | 6  | 0 | 2 | 0 | 0 | 4 | 1 |
| Stuart Armstrong   | 6  | 1 | 2 | 0 | 0 | 4 | 2 |
| Jack Hendry        | 5  | 0 | 2 | 0 | 0 | 0 | 0 |
| Kieran Tierney     | 5  | 0 | 1 | 0 | 0 | 0 | 3 |
| Billy Gilmour      | 5  | 0 | 0 | 0 | 0 | 2 | 3 |
| Scott McKenna      | 3  | 0 | 1 | 0 | 0 | 0 | 0 |
| Ché Adams          | 3  | 0 | 0 | 0 | 0 | 1 | 2 |
| Ryan Jack          | 3  | 0 | 0 | 0 | 0 | 2 | 1 |
| Lewis Ferguson     | 3  | 0 | 0 | 0 | 0 | 3 | 0 |
| Lawrence Shankland | 3  | 1 | 0 | 0 | 0 | 3 | 0 |
| Zander Clark       | 2  | 0 | 0 | 0 | 0 | 0 | 0 |
| Grant Hanley       | 2  | 0 | 0 | 0 | 0 | 0 | 0 |
| Greg Taylor        | 2  | 0 | 0 | 0 | 0 | 0 | 1 |
| Liam Cooper        | 2  | 0 | 0 | 0 | 0 | 2 | 0 |
| Jacob Brown        | 1  | 0 | 0 | 0 | 0 | 0 | 1 |
| Kevin Nisbet       | 1  | 0 | 0 | 0 | 0 | 1 | 0 |
| Anthony Ralston    | 1  | 0 | 0 | 0 | 0 | 1 | 0 |
| John Souttar       | 1  | 0 | 0 | 0 | 0 | 1 | 0 |
| Dominic Hyam       | 1  | 0 | 0 | 0 | 0 | 1 | 0 |

## Voorbereiding
|                                                |                                                    |         |           |                                                                                     |
| 22 maart 2024 «onderlinge duels» 20:45 (UTC+1) | Nederland                                          | 4 – 0   | Schotland | Johan Cruijff ArenA, Amsterdam Toeschouwers: 46.223 Scheidsrechter: Erik Lambrechts |
| 22 maart 2024 «onderlinge duels» 20:45 (UTC+1) | Reijnders 40' Wijnaldum 72' Weghorst 84' Malen 86' | Verslag |           | Johan Cruijff ArenA, Amsterdam Toeschouwers: 46.223 Scheidsrechter: Erik Lambrechts |

|                                                |           |         |               |                                                                         |
| 26 maart 2024 «onderlinge duels» 19:45 (UTC+1) | Schotland | 0 – 1   | Noord-Ierland | Hampden Park, Glasgow Toeschouwers: 45.000 Scheidsrechter: Robert Jones |
| 26 maart 2024 «onderlinge duels» 19:45 (UTC+1) |           | Verslag | 32' Bradley   | Hampden Park, Glasgow Toeschouwers: 45.000 Scheidsrechter: Robert Jones |

|                                              |           |         |                        |                                                                                 |
| 3 juni 2024 «onderlinge duels» 18:00 (UTC+2) | Gibraltar | 0 – 2   | Schotland              | Estádio Algarve, Faro/Loulé Toeschouwers: 15.552 Scheidsrechter: Jamie Robinson |
| 3 juni 2024 «onderlinge duels» 18:00 (UTC+2) |           | Verslag | 58' Christie 85' Adams | Estádio Algarve, Faro/Loulé Toeschouwers: 15.552 Scheidsrechter: Jamie Robinson |

|                                              |                                   |         |                               |                                                                         |
| 7 juni 2024 «onderlinge duels» 19:45 (UTC+1) | Schotland                         | 2 – 2   | Finland                       | Hampden Park, Glasgow Toeschouwers: 40.159 Scheidsrechter: Łukasz Kuźma |
| 7 juni 2024 «onderlinge duels» 19:45 (UTC+1) | Hoskonen 54' (e.d.) Shankland 58' | Verslag | 72' Källman 85' (pen.) Antman | Hampden Park, Glasgow Toeschouwers: 40.159 Scheidsrechter: Łukasz Kuźma |

## Eindronde
Schotland werd op 2 december 2023 ingedeeld in groep A met Duitsland, Hongarije en Zwitserland. Schotland verbleef tijdens het toernooi in het Obermuhle Hotel in Garmisch-Partenkirchen.
Schotland trapte het EK op 14 juni 2024 af tegen Duitsland in München. Duitsland kwam binnen twintig minuten op een 2–0 voorsprong via Florian Wirtz en Jamal Musiala. Vlak voor de rust kwam Schotland met tien man te staan door een rode kaart voor Ryan Porteous en benutte Kai Havertz een strafschop. In de tweede helft scoorde Niclas Füllkrug als invaller. Schotland deed vervolgens wat terug via een eigen doelpunt van Antonio Rüdiger, maar in de blessuretijd maakte invaller Emre Can de 5–1, wat Schotlands grootste nederlaag ooit op een EK was. Porteous werd geschorst voor de overige groepswedstrijden.
Schotland speelde op 24 juni 2024 zijn tweede wedstrijd, tegen Zwitserland in Keulen. In de dertiende minuut schoot Scott McTominay de Schotten op een voorsprong met een schot dat door Fabian Schär van richting werd veranderd. In de 26ste minuut leverde Anthony Ralston de bal in bij Xherdan Shaqiri, die namens de Zwitsers vanaf buiten het strafschopgebied de bal in de kruising schoot. Na een half uur werd een schot van Dan Ndoye gestopt door Angus Gunn. In de tweede helft schoot Ndoye naast en kopte Grant Hanley op de paal, maar bleef de score bij 1–1. Tijdens de wedstrijd raakte Kieran Tierney geblesseerd aan zijn hamstring, waardoor hij de rest van het toernooi niet meer in actie kon komen.
Schotland mocht zijn laatste groepswedstrijd, tegen Hongarije op 23 juni 2024 in Stuttgart, niet verliezen om kans te houden om voor de eerste keer in zijn geschiedenis de tweede rond van een EK te bereiken. In de slotfase van de eerste helft kopte Willi Orban over uit een hoekschop van Dominik Szoboszlai. Halverwege de tweede helft botste Barnabás Varga met Gunn, waarna de aanvaller minutenlang op het veld bleef liggen en uiteindelijk per brancard en afgeschermd door doeken werd afgevoerd. In de blessuretijd stuitte Szoboszlai op Gunn en raakte Kevin Csoboth de paal. Csoboth maakte in de tiende minuut van de blessuretijd het laatste winnende doelpunt in de EK-geschiedenis, na terugleggen van Roland Sallai. Met de 1–0 nederlaag eindigde Schotland als laatste in de groep, waardoor het werd uitgeschakeld.

### Selectie, staf en statistieken
Op 22 mei 2024 werd een 28-koppige voorlopige selectie bekendgemaakt. Op 1 juni 2024 haakte Lyndon Dykes af met een beenblessure. Op 4 juni 2024 haakte Ben Doak geblesseerd af en werd Tommy Conway opgeroepen als vervanger. Op 6 juni 2024 werd Lewis Morgan toegevoegd aan de selectie. Op 7 juni 2024 werd een 26-koppige definitieve selectie bekendgemaakt, waarbij ten opzichte van de voorlopige selectie Craig Gordon en John Souttar waren afgevallen. Aanvoerder Andrew Robertson was met 71 interlands de meest ervaren international en James Forrest was met 32 jaar de oudste speler in de selectie, terwijl Tommy Conway met 21 jaar en 1 interland de jongste speler en samen met Liam Kelly en Ross McCrorie de minst ervaren international in de selectie was.
| Nr. | Naam               | Geboortedatum     | GW |   |   |   |   |   |   | Club                   | Positie(s) |
| --- | ------------------ | ----------------- | -- | - | - | - | - | - | - | ---------------------- | ---------- |
| 1   | Angus Gunn         | 22 januari 1996   | 3  | 0 | 0 | 0 | 0 | 0 | 0 | Norwich City           | DM         |
| 2   | Anthony Ralston    | 16 november 1998  | 3  | 0 | 1 | 0 | 0 | 0 | 1 | Celtic FC              | RA         |
| 3   | Andrew Robertson   | 11 maart 1994     | 3  | 0 | 0 | 0 | 0 | 0 | 1 | Liverpool FC           | LA         |
| 4   | Scott McTominay    | 8 december 1996   | 3  | 0 | 1 | 0 | 0 | 0 | 0 | Manchester United      | VM, CM     |
| 5   | Grant Hanley       | 20 november 1991  | 3  | 0 | 0 | 0 | 0 | 1 | 0 | Norwich City           | CV         |
| 6   | Kieran Tierney     | 5 juni 1997       | 2  | 0 | 0 | 0 | 0 | 0 | 2 | Real Sociedad          | LA         |
| 7   | John McGinn        | 18 oktober 1994   | 3  | 0 | 0 | 0 | 0 | 0 | 3 | Aston Villa            | CM         |
| 8   | Callum McGregor    | 10 augustus 1995  | 3  | 0 | 0 | 0 | 0 | 0 | 1 | Celtic FC              | CM, VM     |
| 9   | Lawrence Shankland | 27 februari 1994  | 3  | 0 | 0 | 0 | 0 | 3 | 0 | Heart of Midlothian    | SP         |
| 10  | Ché Adams          | 13 juli 1996      | 3  | 0 | 0 | 0 | 0 | 0 | 3 | Southampton FC         | SP         |
| 11  | Ryan Christie      | 22 februari 1995  | 3  | 0 | 0 | 0 | 0 | 2 | 1 | AFC Bournemouth        | AM, RB     |
| 12  | Liam Kelly         | 23 januari 1996   | 0  | 0 | 0 | 0 | 0 | 0 | 0 | Motherwell FC          | DM         |
| 13  | Jack Hendry        | 7 mei 1995        | 3  | 0 | 0 | 0 | 0 | 0 | 0 | Al-Ettifaq             | CV         |
| 14  | Billy Gilmour      | 11 juni 2001      | 3  | 0 | 0 | 0 | 0 | 1 | 2 | Brighton & Hove Albion | VM, CM     |
| 15  | Ryan Porteous      | 25 maart 1999     | 1  | 0 | 0 | 0 | 1 | 0 | 0 | Watford FC             | CM         |
| 16  | Liam Cooper        | 30 augustus 1991  | 0  | 0 | 0 | 0 | 0 | 0 | 0 | Leeds United           | CV         |
| 17  | Stuart Armstrong   | 30 maart 1992     | 1  | 0 | 0 | 0 | 0 | 1 | 0 | Southampton FC         | CM         |
| 18  | Lewis Morgan       | 30 september 1996 | 1  | 0 | 0 | 0 | 0 | 1 | 0 | New York Red Bulls     | LB, SP     |
| 19  | Tommy Conway       | 6 augustus 2002   | 0  | 0 | 0 | 0 | 0 | 0 | 0 | Bristol City           | SP         |
| 20  | Ryan Jack          | 27 februari 1992  | 0  | 0 | 0 | 0 | 0 | 0 | 0 | Rangers FC             | CM         |
| 21  | Zander Clark       | 26 juni 1992      | 0  | 0 | 0 | 0 | 0 | 0 | 0 | Heart of Midlothian    | DM         |
| 22  | Ross McCrorie      | 18 maart 1998     | 0  | 0 | 0 | 0 | 0 | 0 | 0 | Bristol City           | VM, RA     |
| 23  | Kenny McLean       | 8 januari 1992    | 3  | 0 | 0 | 0 | 0 | 3 | 0 | Norwich City           | CM         |
| 24  | Greg Taylor        | 5 november 1997   | 0  | 0 | 0 | 0 | 0 | 0 | 0 | Celtic FC              | RA         |
| 25  | James Forrest      | 7 juli 1991       | 0  | 0 | 0 | 0 | 0 | 0 | 0 | Celtic FC              | RB, CM     |
| 26  | Scott McKenna      | 12 november 1996  | 3  | 0 | 0 | 0 | 0 | 2 | 0 | FC Kopenhagen          | CV         |

| Naam         | Functie              |
| ------------ | -------------------- |
| Steve Clarke | Bondscoach           |
| John Carver  | Assistent-bondscoach |
| Chris Woods  | Keeperstrainer       |

### Stand groep A
| Pos | Team          | Wed | W | G | V | Ptn | DV | DT | +/− | Kwalificatie          |
| --- | ------------- | --- | - | - | - | --- | -- | -- | --- | --------------------- |
| 1   | Duitsland (G) | 3   | 2 | 1 | 0 | 7   | 8  | 2  | +6  | Naar de knock-outfase |
| 2   | Zwitserland   | 3   | 1 | 2 | 0 | 5   | 5  | 3  | +2  | Naar de knock-outfase |
| 3   | Hongarije     | 3   | 1 | 0 | 2 | 3   | 2  | 5  | −3  |                       |
| 4   | Schotland     | 3   | 0 | 1 | 2 | 1   | 2  | 7  | −5  |                       |

### Wedstrijden
|                                               |                                                                   |         |                    |                                                                            |
| 14 juni 2024 «onderlinge duels» 21:00 (UTC+2) | Duitsland                                                         | 5 – 1   | Schotland          | Allianz Arena, München Toeschouwers: 65.052 Scheidsrechter: Clément Turpin |
| 14 juni 2024 «onderlinge duels» 21:00 (UTC+2) | Wirtz 10' Musiala 19' Havertz 45+1' (pen.) Füllkrug 68' Can 90+3' | Verslag | 87' (e.d.) Rüdiger | Allianz Arena, München Toeschouwers: 65.052 Scheidsrechter: Clément Turpin |

| Duitsland | Schotland |

| DM                | 01 | Manuel Neuer           |         |
| RA                | 06 | Joshua Kimmich         |         |
| CV                | 02 | Antonio Rüdiger        |         |
| CV                | 04 | Jonathan Tah           | 62'     |
| LA                | 18 | Maximilian Mittelstädt |         |
| CM                | 23 | Robert Andrich         | 31' 46' |
| CM                | 08 | Toni Kroos             | 80'     |
| AM                | 21 | İlkay Gündoğan         |         |
| RB                | 10 | Jamal Musiala          | 74'     |
| SP                | 07 | Kai Havertz            | 63'     |
| LB                | 17 | Florian Wirtz          | 63'     |
| Wisselspelers:    |    |                        |         |
| DM                | 12 | Oliver Baumann         |         |
| DM                | 22 | Marc-André ter Stegen  |         |
| VD                | 03 | David Raum             |         |
| VD                | 15 | Nico Schlotterbeck     |         |
| VD                | 16 | Waldemar Anton         |         |
| VD                | 20 | Benjamin Henrichs      |         |
| VD                | 24 | Robin Koch             |         |
| MV                | 05 | Pascal Groß            | 46'     |
| MV                | 13 | Thomas Müller          | 74'     |
| MV                | 25 | Emre Can               | 80'     |
| AV                | 09 | Niclas Füllkrug        | 63'     |
| AV                | 11 | Chris Führich          |         |
| AV                | 14 | Maximilian Beier       |         |
| AV                | 19 | Leroy Sané             | 63'     |
| AV                | 26 | Deniz Undav            |         |
| Coach:            |    |                        |         |
| Julian Nagelsmann |    |                        |         |

| DM             | 01 | Angus Gunn         |     |
| CV             | 13 | Jack Hendry        |     |
| CV             | 15 | Ryan Porteous      | 44' |
| CV             | 06 | Kieran Tierney     | 77' |
| RM             | 02 | Anthony Ralston    | 48' |
| CM             | 04 | Scott McTominay    |     |
| CM             | 08 | Callum McGregor    | 67' |
| LM             | 03 | Andrew Robertson   |     |
| RB             | 07 | John McGinn        | 67' |
| SP             | 10 | Ché Adams          | 46' |
| LB             | 11 | Ryan Christie      | 82' |
| Wisselspelers: |    |                    |     |
| DM             | 12 | Liam Kelly         |     |
| DM             | 21 | Zander Clark       |     |
| VD             | 05 | Grant Hanley       | 46' |
| VD             | 16 | Liam Cooper        |     |
| VD             | 22 | Ross McCrorie      |     |
| VD             | 24 | Greg Taylor        |     |
| VD             | 26 | Scott McKenna      | 77' |
| MV             | 14 | Billy Gilmour      | 67' |
| MV             | 17 | Stuart Armstrong   |     |
| MV             | 18 | Lewis Morgan       |     |
| MV             | 20 | Ryan Jack          |     |
| MV             | 23 | Kenny McLean       | 67' |
| AV             | 09 | Lawrence Shankland | 82' |
| AV             | 19 | Tommy Conway       |     |
| AV             | 25 | James Forrest      |     |
| Coach:         |    |                    |     |
| Steve Clarke   |    |                    |     |

|                                               |               |         |             |                                                                                |
| 14 juni 2024 «onderlinge duels» 21:00 (UTC+2) | Schotland     | 1 – 1   | Zwitserland | RheinEnergieStadion, Keulen Toeschouwers: 42.711 Scheidsrechter: Ivan Kružliak |
| 14 juni 2024 «onderlinge duels» 21:00 (UTC+2) | McTominay 13' | Verslag | 26' Shaqiri | RheinEnergieStadion, Keulen Toeschouwers: 42.711 Scheidsrechter: Ivan Kružliak |

| Schotland | Zwitserland |

| DM             | 01 | Angus Gunn         |         |
| RA             | 02 | Anthony Ralston    |         |
| CV             | 13 | Jack Hendry        |         |
| CV             | 05 | Grant Hanley       |         |
| CV             | 06 | Kieran Tierney     | 61'     |
| LA             | 03 | Andrew Robertson   |         |
| RM             | 04 | Scott McTominay    | 51'     |
| CM             | 14 | Billy Gilmour      | 79'     |
| CM             | 08 | Callum McGregor    |         |
| RM             | 07 | John McGinn        | 71' 90' |
| SP             | 10 | Ché Adams          | 90'     |
| Wisselspelers: |    |                    |         |
| DM             | 12 | Liam Kelly         |         |
| DM             | 21 | Zander Clark       |         |
| VD             | 16 | Liam Cooper        |         |
| VD             | 22 | Ross McCrorie      |         |
| VD             | 24 | Greg Taylor        |         |
| VD             | 26 | Scott McKenna      | 61' 68' |
| MV             | 17 | Stuart Armstrong   |         |
| MV             | 18 | Lewis Morgan       |         |
| MV             | 20 | Ryan Jack          |         |
| MV             | 23 | Kenny McLean       | 79'     |
| AV             | 09 | Lawrence Shankland | 90'     |
| AV             | 11 | Ryan Christie      | 90'     |
| AV             | 19 | Tommy Conway       |         |
| AV             | 25 | James Forrest      |         |
| Coach:         |    |                    |         |
| Steve Clarke   |    |                    |         |

| DM             | 01 | Yann Sommer       |         |
| CV             | 22 | Fabian Schär      |         |
| CV             | 05 | Manuel Akanji     |         |
| CV             | 13 | Ricardo Rodríguez | 31'     |
| RM             | 03 | Silvan Widmer     | 86'     |
| CM             | 10 | Granit Xhaka      |         |
| CM             | 08 | Remo Freuler      | 75'     |
| LM             | 23 | Xherdan Shaqiri   | 60'     |
| RB             | 20 | Michel Aebischer  |         |
| SP             | 19 | Dan Ndoye         | 86'     |
| LB             | 17 | Ruben Vargas      | 75'     |
| Wisselspelers: |    |                   |         |
| DM             | 12 | Yvon Mvogo        |         |
| DM             | 21 | Gregor Kobel      |         |
| VD             | 02 | Leonidas Stergiou | 86'     |
| VD             | 04 | Nico Elvedi       |         |
| VD             | 15 | Cédric Zesiger    |         |
| MV             | 16 | Vincent Sierro    | 75' 86' |
| MV             | 24 | Ardon Jashari     |         |
| MV             | 26 | Fabian Rieder     | 75'     |
| AV             | 07 | Breel Embolo      | 60'     |
| AV             | 09 | Noah Okafor       |         |
| AV             | 11 | Renato Steffen    |         |
| AV             | 18 | Kwadwo Duah       |         |
| AV             | 25 | Zeki Amdouni      | 86'     |
| Coach:         |    |                   |         |
| Murat Yakin    |    |                   |         |

|                                               |           |         |                |                                                                        |
| 23 juni 2024 «onderlinge duels» 21:00 (UTC+2) | Schotland | 0 – 1   | Hongarije      | MHPArena, Stuttgart Toeschouwers: 54.000 Scheidsrechter: Facundo Tello |
| 23 juni 2024 «onderlinge duels» 21:00 (UTC+2) |           | Verslag | 90+10' Csoboth | MHPArena, Stuttgart Toeschouwers: 54.000 Scheidsrechter: Facundo Tello |

| Schotland | Hongarije |

| DM             | 01 | Angus Gunn             |     |
| RA             | 02 | Anthony Ralston        | 83' |
| CV             | 13 | Jack Hendry            |     |
| CV             | 05 | Grant Hanley           |     |
| CV             | 26 | Scott McKenna          |     |
| LA             | 03 | Andrew Robertson       | 89' |
| RM             | 07 | John McGinn            | 76' |
| CM             | 14 | Billy Gilmour          | 83' |
| CM             | 08 | Callum McGregor ( 89') |     |
| LM             | 04 | Scott McTominay        |     |
| SP             | 10 | Ché Adams              | 76' |
| Wisselspelers: |    |                        |     |
| DM             | 12 | Liam Kelly             |     |
| DM             | 21 | Zander Clark           |     |
| VD             | 16 | Liam Cooper            |     |
| VD             | 22 | Ross McCrorie          |     |
| VD             | 24 | Greg Taylor            |     |
| MV             | 17 | Stuart Armstrong       | 76' |
| MV             | 18 | Lewis Morgan           | 89' |
| MV             | 20 | Ryan Jack              |     |
| MV             | 23 | Kenny McLean           | 83' |
| AV             | 09 | Lawrence Shankland     | 76' |
| AV             | 11 | Ryan Christie          | 83' |
| AV             | 19 | Tommy Conway           |     |
| AV             | 25 | James Forrest          |     |
| Coach:         |    |                        |     |
| Steve Clarke   |    |                        |     |

| DM             | 01 | Péter Gulácsi       |     |
| CV             | 21 | Endre Botka         |     |
| CV             | 06 | Willi Orban         |     |
| CV             | 24 | Márton Dárdai       | 74' |
| RM             | 14 | Bendegúz Bolla      | 86' |
| CM             | 17 | Callum Styles       | 61' |
| CM             | 13 | András Schäfer      |     |
| LM             | 11 | Milos Kerkez        | 86' |
| RB             | 20 | Roland Sallai       |     |
| SP             | 19 | Barnabás Varga      | 74' |
| LB             | 10 | Dominik Szoboszlai  |     |
| Wisselspelers: |    |                     |     |
| DM             | 12 | Dénes Dibusz        |     |
| DM             | 22 | Péter Szappanos     |     |
| VD             | 02 | Ádám Lang           |     |
| VD             | 03 | Botond Balogh       |     |
| VD             | 04 | Attila Szalai       | 74' |
| VD             | 05 | Attila Fiola        |     |
| VD             | 07 | Loïc Nego           |     |
| MV             | 08 | Ádám Nagy           | 61' |
| MV             | 15 | László Kleinheisler |     |
| MV             | 16 | Dániel Gazdag       |     |
| MV             | 18 | Zsolt Nagy          | 86' |
| MV             | 25 | Krisztofer Horváth  |     |
| MV             | 26 | Mihály Kata         |     |
| AV             | 09 | Martin Ádám         | 74' |
| AV             | 23 | Kevin Csoboth       | 86' |
| Coach:         |    |                     |     |
| Marco Rossi    |    |                     |     |

SFA · A-internationals · Selecties · Bondscoaches · Statistieken · Schots vrouwenelftal · Brits olympisch elftal · Schotland U21 · Schotland U20 · Schotland U19 · Schotland U18 · Schotland U17 · Schotland U16 · Vrouwen U17
1872 – 1899 ·
1900 – 1919 ·
1920 – 1929 ·
1930 – 1939 ·
1940 – 1949 ·
1950 – 1959 ·
1960 – 1969 ·
1970 – 1979 ·
1980 – 1989 ·
1990 – 1999 ·
2000 – 2009 ·
2010 – 2019 ·
2020 − 2029
EK's: 1992 ·
1996 ·
2020 ·
2024
WK's: 1954 ·
1958 ·
1974 ·
1978 ·
1982 ·
1986 ·
1990 ·
1998
1872 ·
1873 ·
1874 ·
1875 ·
1876 ·
1877 ·
1878 ·
1878 ·
1879 ·
1880 ·
1881 ·
1882 ·
1883 ·
1884 ·
1885 ·
1886 ·
1887 ·
1888 ·
1889 ·
1890 ·
1891 ·
1892 ·
1893 ·
1894 ·
1895 ·
1896 ·
1897 ·
1898 ·
1899 ·
1900 ·
1901 ·
1902 ·
1903 ·
1904 ·
1905 ·
1906 ·
1907 ·
1908 ·
1909 ·
1910 ·
1911 ·
1912 ·
1913 ·
1914 ·
1915–1919 ·
1920 ·
1921 ·
1922 ·
1923 ·
1924 ·
1925 ·
1926 ·
1927 ·
1928 ·
1929 ·
1930 ·
1931 ·
1932 ·
1933 ·
1934 ·
1935 ·
1936 ·
1937 ·
1938 ·
1939 ·
1940–1945 ·
1946 ·
1947 ·
1948 ·
1949 ·
1950 ·
1951 ·
1952 ·
1953 ·
1954 ·
1955 ·
1956 ·
1957 ·
1958 ·
1959 ·
1960 ·
1960 ·
1961 ·
1962 ·
1963 ·
1964 ·
1965 ·
1966 ·
1967 ·
1968 ·
1969 ·
1970 ·
1971 ·
1972 ·
1973 ·
1974 ·
1975 ·
1976 ·
1977 ·
1978 ·
1979 ·
1980 ·
1981 ·
1982 ·
1983 ·
1984 ·
1985 ·
1986 ·
1987 ·
1988 ·
1989 ·
1990 ·
1991 ·
1992 ·
1993 ·
1994 ·
1995 ·
1996 ·
1997 ·
1998 ·
1999 ·
2000 ·
2001 ·
2002 ·
2003 ·
2004 ·
2005 ·
2006 ·
2007 ·
2008 ·
2009 ·
2010 ·
2011 ·
2012 ·
2013 ·
2014 · 
2015 · 
2016 · 
2017 ·
2018 ·
2019 ·
2020 ·
2021 ·
2022
Albanië ·
Argentinië · 
Armenië ·
Australië ·
België ·
Bosnië en Herzegovina ·
Brazilië ·
Bulgarije ·
Canada ·
Chili ·
Colombia ·
Congo-Kinshasa ·
Costa Rica ·
Cyprus ·
DDR ·
Denemarken ·
Duitsland ·
Ecuador ·
Egypte ·
Engeland ·
Estland ·
Faeröer ·
Finland ·
Frankrijk ·
Georgië ·
Gibraltar · 
GOS ·
Griekenland ·
Hongarije ·
Ierland ·
IJsland ·
Iran ·
Israël ·
Italië ·
Japan ·
Joegoslavië ·
Kazachstan ·
Kroatië ·
Letland ·
Liechtenstein ·
Litouwen ·
Luxemburg ·
Malta ·
Marokko ·
Mexico ·
Moldavië ·
Nederland ·
Nieuw-Zeeland ·
Nigeria · 
Noord-Ierland ·
Noord-Macedonië ·
Noorwegen ·
Oekraïne ·
Oostenrijk ·
Paraguay ·
Peru ·
Polen ·
Portugal ·
Qatar ·
Roemenië ·
Rusland ·
San Marino ·
Saoedi-Arabië ·
Servië ·
Slovenië ·
Slowakije · 
Sovjet-Unie ·
Spanje ·
Trinidad en Tobago · 
Tsjechië ·
Tsjecho-Slowakije ·
Turkije · 
Uruguay ·
Verenigde Staten ·
Wales ·
Wit-Rusland ·
Zuid-Afrika ·
Zuid-Korea ·
Zweden ·
Zwitserland
Engeland (2021) · 
Kroatië (2021) · 
Nieuw-Zeeland (1982) · 
Tsjechië (2021)
1 Gunn ·
2 Ralston ·
3 Robertson  ·
4 McTominay ·
5 Hanley ·
6 Tierney ·
7 McGinn ·
8 McGregor ·
9 Shankland ·
10 Adams ·
11 Christie ·
12 Kelly ·
13 Hendry ·
14 Gilmour ·
15 Porteous ·
16 Cooper ·
17 Armstrong ·
18 Morgan ·
19 Conway ·
20 Jack ·
21 Clark ·
22 McCrorie ·
23 McLean ·
24 Taylor ·
25 Forrest ·
26 McKenna ·
Coach: Clarke